# アンティマノ駅

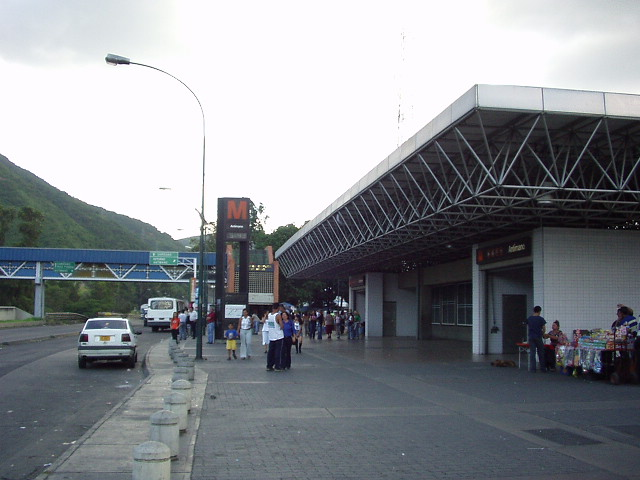
大学への歩道橋と駅 （2004年7月）

アンティマノ駅（アンティマノえき、Estación Antímano）はベネズエラのカラカスにあるカラカス地下鉄2号線の地下鉄駅である。首都地区リベルタドル市アンティマノ区にある。

## 駅の構造
改札と切符売り場が地下1階、相対式2面2線のホームが地下2階にある。出口は南東側に2か所。

## 駅の周辺
南東の駅前を、フランシスコ・ファハルド自動車道  が走り、グアイレ川が北東に向かって流れる。駅の裏をインテルコムナル・デ・アンティマノ通りが通る。駅前からは、南東側にアンドレスベジョ・カトリック大学に通じる歩道橋がある。歩道橋の入り口に受付があり、南東方面への通行はこの歩道橋しかないため、一般人の大学近辺への通行手段はない。北西側には山が迫り、その山の上まで人民居住区（バリオ）が広がる。

## 歴史
- 1987年10月4日 2号線開通とともに開業。[1]

## 隣の駅
カラピタ駅 - アンティマノ駅 - マメラ駅